# Franz Ludwig Wind

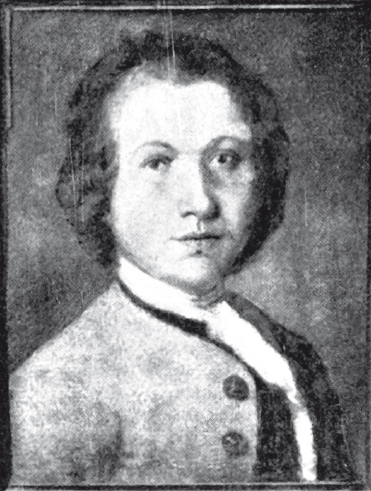
Franz Ludwig Wind

Franz Ludwig Wind (* 14. November 1719 in Kaiserstuhl, Schweiz; † 25. August 1789 ebenda) war ein Bildhauer und Holzschnitzer.

## Leben

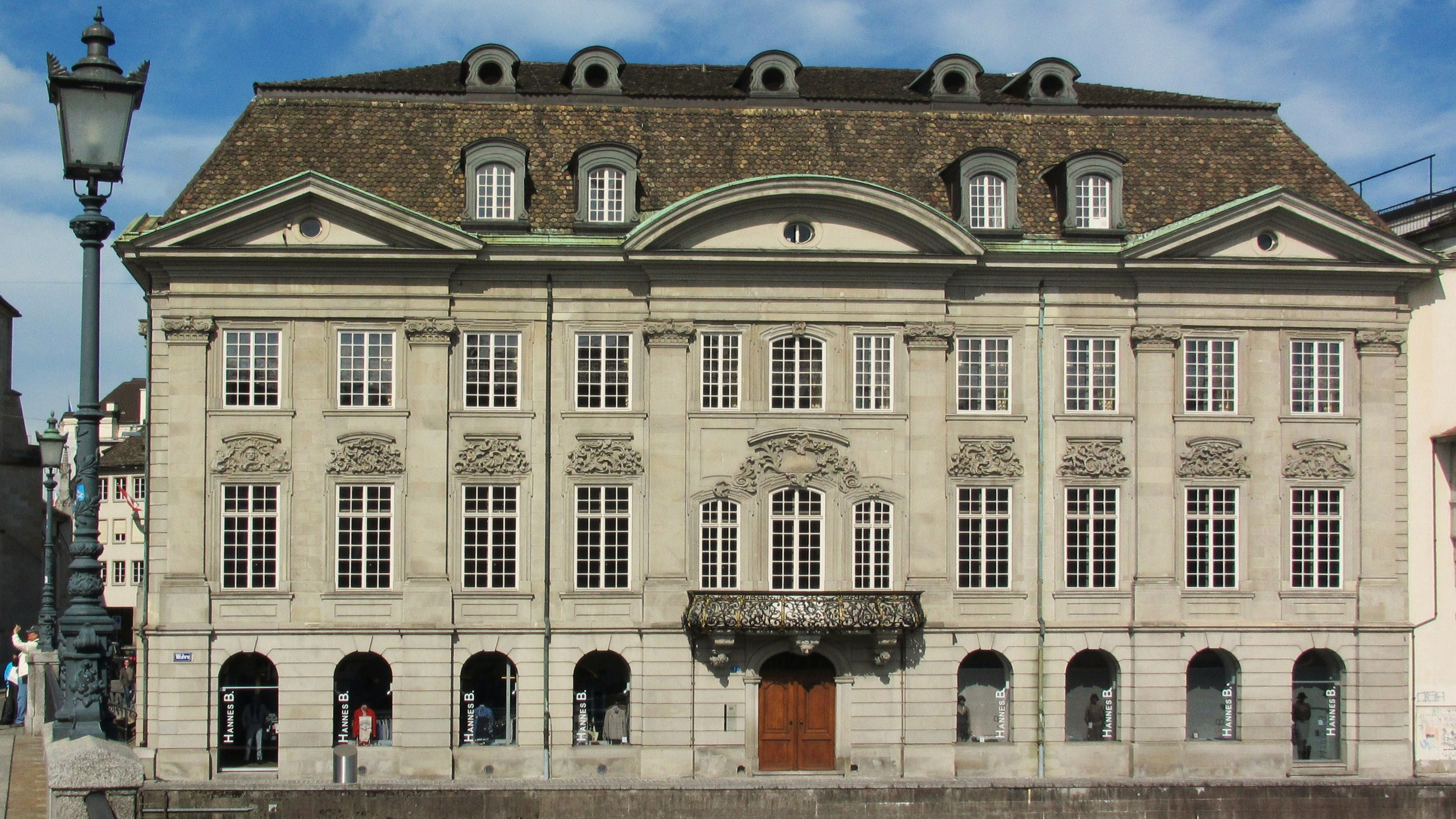
Zunfthaus zur Meisen in Zürich mit Dekorationen von Franz Ludwig Wind

Franz Ludwig Wind wurde am 14. November 1719 als Sohn des aus Reutte in Tirol stammenden Anton Wind geboren. Zwischen 1735 und 1741 absolvierte er vermutlich in Tirol eine Bildhauerlehre. Er begab sich anschliessend auf die Wanderschaft, die sich nach der Familienfama bis nach Palestina erstreckt haben soll. Am 23. August 1749 bewarb er sich um das Bürgerrecht seiner Heimatstadt Kaiserstuhl. 1755 fertigte Franz Ludwig Wind die beiden Urnen der Gartenmauer und zehn Fratzen für die Fenster des Zunfthauses zur Meisen in Zürich. Das Hauptwerk Winds waren die Zierelemente und Fratzen des Marschallhofes in Kaiserstuhl ab 1764, die bis auf eine Ende des 19. Jahrhunderts abgeschlagen wurden. 1773 gestaltete Franz Ludwig Wind die Fassade der Propstei in Zurzach. Das Portal von Schloss Schwarzwasserstelz von 1776 wird ebenfalls ihm zugeschrieben.
Wie in der Region seit Jahrhunderten üblich, arbeitete Franz Ludwig Wind sowohl in Stein als auch in Holz. Zu seinen herausragenden Holzarbeiten zählen die Kanzel in der Pfarrkirche von Kaiserstuhl von 1756 und Seitenaltäre für die Kirche St. Michael in Würenlingen ab 1773. Stilistisch ist Ludwig Winds Werk dem Dekorationsstil des Rokoko zuzuordnen.

## Werke
- 1752: Nepomukstatue auf der Rheinbrücke Kaiserstuhl–Hohentengen
- 1756–1557: Kanzel und Gestühlwangen in der Pfarrkirche Kaiserstuhl
- 1755: Zehn Fensterfratzen und zwei Urnen am Zunfthaus zur Meisen in Zürich
- 1765: Reliefgeschmückte Treppenbalustrade im «Haus zur Linde» und die Architekturplastik des «Mayenfisch–Palais» in Kaiserstuhl[2]
- 1766: Altarfiguren Kapelle Maria Wil bei Baden
- 1767–1768: Fassadedekorationen am Waisenhaus in Zürich
- 1772: Wappenrelief am Rathaus und das Zollhausportal in Kaiserstuhl
- 1773: Fassade des Propsteigebäudes in Zurzach
- 1773–1786: Altarfiguren und Seitenaltäre in der Pfarrkirche St. Michael Würenlingen
- 1775: Altarfigur und Kirchengestühl sowie ein Gedenkstein in der Pfarrkirche St. Remigius Mettau (AG)
- 1776: Sandsteinportal des Schlosses Schwarzwasserstelz[3]
- 1778: Supraporte am Bürgerspital Kaiserstuhl
- 1781: Brunnenstock am oberen Brunnen in Kaiserstuhl
- 1783: Relief mit dem Tod der hl. Katharina der Pfarrkirche Kaiserstuhl
- 1787: Taufstein in der Pfarrkirche Kaiserstuhl